# Welput
Een welput is een type waterput die reikt tot onder de grondwaterspiegel. Een inpandige welput was vroeger op een boerderij vaak aanwezig om in de stal gemakkelijk aan water te kunnen komen. Hij fungeerde in droge tijden ook als reserve watervoorziening op plaatsen waar normaal regenwater werd gebruikt. Een welput is vaak opgebouwd uit in een cirkel gestapelde losliggende baksteentjes die functioneren als een filter waar het grondwater tussendoor naar binnen stroomt. Een welput die diep genoeg is staat niet snel droog omdat het omliggende grondwater gemakkelijk toestroomt.